# EFNA2
EFNA2 (англ. Ephrin A2) – білок, який кодується однойменним геном, розташованим у людей на короткому плечі 19-ї хромосоми. Довжина поліпептидного ланцюга білка становить 213 амінокислот, а молекулярна маса — 23 878.
| 10         |  | 20         |  | 30         |  | 40         |  | 50         |
| ---------- |  | ---------- |  | ---------- |  | ---------- |  | ---------- |
| MAPAQRPLLP |  | LLLLLLPLPP |  | PPFARAEDAA |  | RANSDRYAVY |  | WNRSNPRFHA |
| GAGDDGGGYT |  | VEVSINDYLD |  | IYCPHYGAPL |  | PPAERMEHYV |  | LYMVNGEGHA |
| SCDHRQRGFK |  | RWECNRPAAP |  | GGPLKFSEKF |  | QLFTPFSLGF |  | EFRPGHEYYY |
| ISATPPNAVD |  | RPCLRLKVYV |  | RPTNETLYEA |  | PEPIFTSNNS |  | CSSPGGCRLF |
| LSTIPVLWTL |  | LGS        |  |            |  |            |  |            |

A: Аланін

C: Цистеїн

D: Аспарагінова кислота

E: Глутамінова кислота

F: Фенілаланін

G: Гліцин

H: Гістидин

I: Ізолейцин

K: Лізин

L: Лейцин

M: Метіонін

N: Аспарагін

P: Пролін

Q: Глутамін

R: Аргінін

S: Серин

T: Треонін

V: Валін

W: Триптофан

Локалізований у клітинній мембрані, мембрані.